# Trška Gora (gmina Novo mesto)
Trška Gora – wieś w Słowenii, w gminie miejskiej Novo mesto. W 2018 roku liczyła 222 mieszkańców. 